# Kleinhöbing

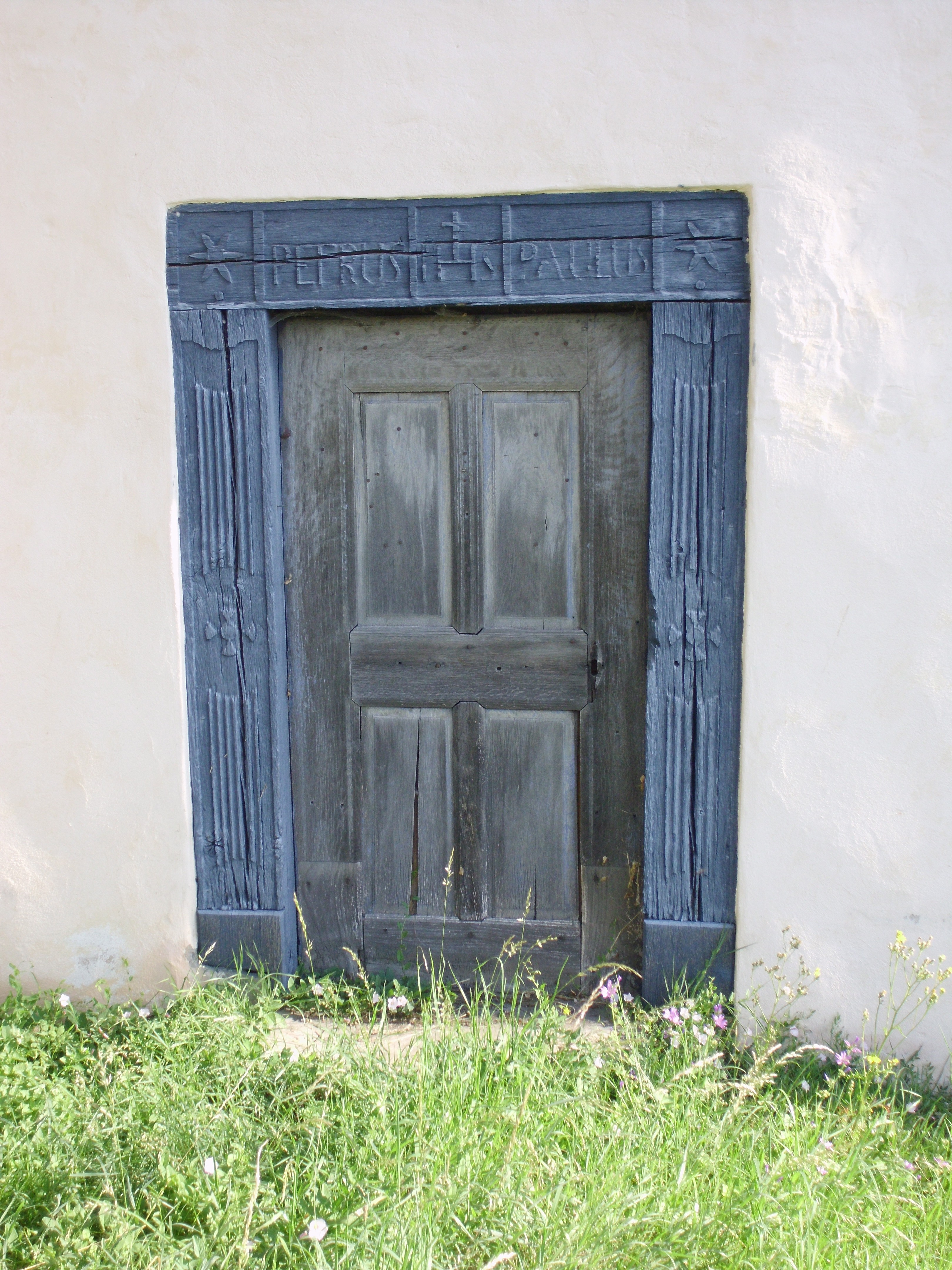
Tür der ehemaligen Ortskirche

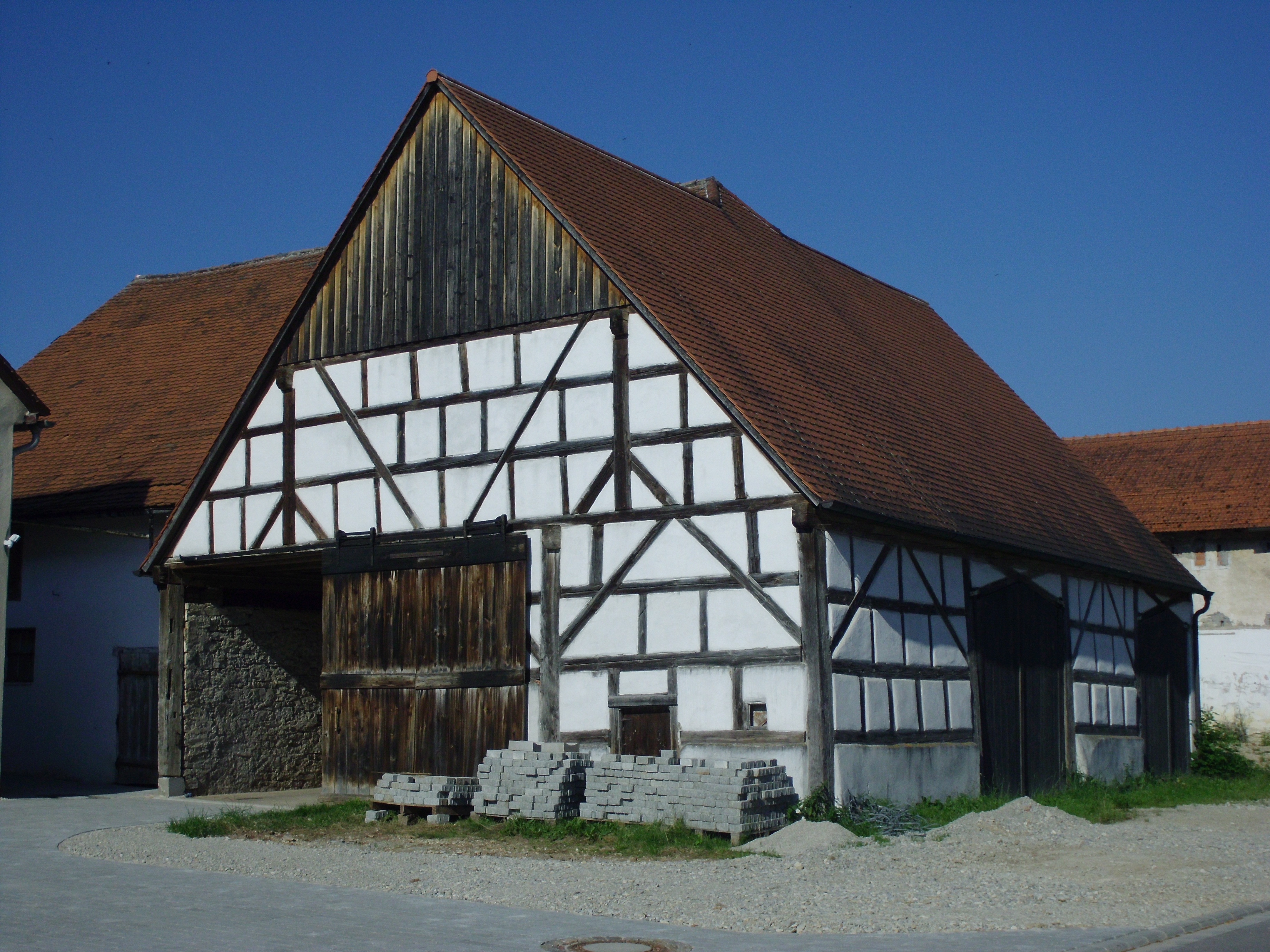
Fachwerkstadel in Kleinhöbing

Kleinhöbing ist ein Gemeindeteil des Marktes Thalmässing und eine Gemarkung im Landkreis Roth (Mittelfranken, Bayern). Die Gemarkung Kleinhöbing hat eine Fläche von 3,609 km². Sie ist in 470 Flurstücke aufgeteilt, die eine durchschnittliche Flurstücksfläche von 7679,22 m² haben. In ihr liegt neben dem namensgebenden Ort der Gemeindeteil Zinkelmühle.

## Lage
Das Kirchdorf liegt im Osten des Gemeindegebietes, nahe der Autobahn A 9 und etwas oberhalb des Tales der Thalach, rund fünf Kilometer ostsüdöstlich von Thalmässing. Es geht baulich in den Nachbarort Großhöbing über, der zur 6 km entfernten Stadt Greding gehört. Der einen Kilometer südlich im Wald entspringende Kleinhöbinger Bach durchfließt den Ort und mündet knapp nördlich in den Mühlbach, einem Seitenarm der Thalach.

## Geschichte
Die Ortsnamensendung „-ing“ weist Höbing als bajuwarische Gründung ab dem 5. Jahrhundert aus, vielleicht unter einem Anführer namens „Hebo“. Erst seit dem 13. Jahrhundert wird zwischen den beiden Orten Groß- und Kleinhöbing unterschieden. Letzteres wurde auch als Mönchshöbing bezeichnet.
Die erste urkundliche Erwähnung als „Hebingen“ datiert aus den Jahren 1112 bis 1125. Bischof Udalrich II. (Eichstätt) von Eichstätt verlieh darin dem Domkapitel „possesiones“ (Besitzungen) im Ort. Um 1130 schenkte der Ortsadelige Karl von Höbing dem Kloster Berchtesgaden Besitz unter anderem in Höbing, wo das Kloster zur Verwaltung eine Propstei errichtete. 1147 ist von einer Kapelle St. Peter und Paul in Höbing (in Klein- oder Mönchshöbing) die Rede; um sie stritten sich bei Papst Eugen III. das Kloster Berchtesgaden als Patronatsherr von Kleinhöbing und der Bischof bzw. das Domkapitel von Eichstätt als Patronatsherr von Großhöbing. 1157 verlangte der Papst vom Eichstätter Bischof, dem Kloster seine Rechte über die Kapelle zu belassen. 1213 erwarb das Kloster schließlich das „dos“, das Kapellengut vom Eichstätter Dompropst gegen jährliche Zinsleistungen und die Verpflichtung, einmal im Jahr den jeweiligen Dompropst und seine Pferde zu Hebingen gut zu verpflegen. 1411 verkaufte das verschuldete Kloster Berchtesgaden seinen Besitz in und um Höbing an das Kloster Kastl, das 1457 den Besitz an das Eichstätter Domkapitel weiterveräußerte. Nachdem die Kooperatur in Kleinhöbing eingegangen war, wurde die Kapelle nicht mehr benutzt und verfiel.
Mit dem Rezess von 1736 zwischen den Fürstentümern Ansbach und Eichstätt wurde dem Domkapitel Eichstätt ausdrücklich die Dorf- und Gemeindeherrschaft in Kleinhöbing zugestanden, die vom domkapitlischen Richteramt in Großhöbing wahrgenommen wurde.
Gegen Ende des Alten Reiches, um 1800, bestand die Realgemeinde Kleinhöbing aus der Kapelle und aus 24 Untertanen-Anwesen des Domkapitels, nämlich einem Hof, zwölf Gütern, einer Wirtschaft, der Ober- und der Fuchsmühle, sieben Häusern und dem Gemeindehaus. Die Hochgerichtsbarkeit übte das ehemals brandenburg-ansbachische, seit 1792 preußische Oberamt Stauf-Landeck aus, das 1797 in ein Justizamt Stauf mit Sitz in Thalmässing umgewandelt wurde. 1796 war Kleinhöbing zeitweise von preußischen Truppen besetzt, um den neuen Verhältnissen Nachdruck zu verleihen.
Im Königreich Bayern wurde 1808 der Steuerdistrikt Waizenhofen gebildet, dem auch das Kirchdorf Kleinhöbing mit der Einöde Zinkelmühle angehörte. Mit dem Gemeindeedikt von 1818 wurde Kleinhöbing mit der Zinkelmühle eine selbständige Ruralgemeinde. Diese war ab 1809, als das Justizamt Stauf aufgelöst wurde, dem Landgericht Raitenbuch und ab 1812 dem Landgericht Greding zugeordnet. Bis zur Säkularisation rein katholischer Ort, ließen sich im Königreich Bayern mehr und mehr evangelische Christen in Kleinhöbing nieder (Stand 1812: 4 Familien; 1821: 5 Familien); sie waren ab 1816 aus der katholischen Pfarrei Großhöbing aus- und in die evangelische Pfarrei St. Gotthart in Thalmässing eingepfarrt. 1888 verließen die letzten Katholiken das Dorf; erst nach dem Zweiten Weltkrieg, den der Ort weitgehend ohne direkte Schäden überstand, kamen mit Heimatvertriebenen wieder Katholiken nach Kleinhöbing und ließen die Einwohnerzahl für wenige Jahre auf über 200 ansteigen.
1875 hatte die Gemeinde 126 Einwohner, drei davon in der Zinkelmühle. An Großvieh wurden zehn Pferde und 115 Stück Rindvieh (drei davon in der Zinkelmühle) gehalten; außerdem wurden amtlicherseits in der Gemeinde 160 Schafe, 65 Schweine und zwölf Ziegen gezählt. 1900 war der Viehbestand der Gemeinde bei nahezu gleicher Einwohnerzahl deutlich angewachsen, und zwar auf 13 Pferde, 149 Stück Rindvieh, 127 Schafe, 99 Schweine und acht Ziegen.
1955 beschloss die Gemeinde den Bau einer Wasserleitung. In den 1980er Jahren wurde die Flurbereinigung durchgeführt. Ab 2004 erfolgten Maßnahmen zur Dorferneuerung.
Am 1. Juli 1971 ließ sich die 360 Hektar große Gemeinde im Zuge der Gemeindegebietsreform nach Thalmässing eingemeinden.

### Einwohnerentwicklung
- 1823: 113 (24 Anwesen) (ohne Zinkelmühle)[20]
- 1871: 123 (76 Gebäude) (ohne Zinkelmühle)[21]
- 1900: 127 (26 Wohngebäude) (Zinkelmühle war „unbewohnt“)[16]
- 1937: 16 Katholiken und 111 Protestanten, (mit Zinkelmühle)[22]
- 1950: 201 (27 Anwesen) (ohne Zinkelmühle)[20]
- 1961: 138 (26 Wohngebäude)  (ohne Zinkelmühle)[18]
- 1970: 133[23]
- 1987: 124 (31 Wohngebäude, 40 Wohnungen) (ohne Zinkelmühle)[24]
- 2015, 1. November: 114[25]

## Ehemalige Katholische Filialkirche St. Peter und Paul
Die nach einem eichstättischen Visitationsbericht von 1602 „verwüstete, zerstörte“ Dorfkapelle gotischen Stils wurde nach dem Dreißigjährigen Krieg wieder hergestellt und barockisiert; sie steht heute unmittelbar an das Staatsstraße Thalmässing-Greding. 1721 erhielt sie einen neuen Dachreiter. 1832 verschmolz die Kirchenstiftung von Kleinhöbing mit derjenigen von Großhöbing. Da Kleinhöbing fast ausschließlich evangelisch war, wurde der Kirchenstiftung Großhöbing der Unterhalt der Filialkirche zu teuer. Deshalb vertauschte man sie 1925 mit Privatleuten gegen landwirtschaftliche Flächen mit der Auflage, den Chor und den baufällig gewordenen Dachreiter mit Kuppel abzureißen und die Einrichtung der katholischen Kirche in Thalmässing zu überlassen. Direkt neben der Kirche bestand bis 1411 ein „Klösterlein“ als Außenstelle des Berchtesgadener Klosters.

## Baudenkmäler
Außer der ehemaligen Filialkirche gelten als Baudenkmäler das Bauernhaus Kleinhöbing 22 aus dem 18. Jahrhundert und die Scheunen der Anwesen Kleinhöbing 11 und 24 aus dem 18./19. Jahrhundert.

## Verkehr
Das Straßendorf erstreckt sich entlang der von Schutzendorf im Süden kommenden Kreisstraße RH 30. Diese mündet im Norden des Ortes in die Staatsstraße 2227 nach Thalmässing und Greding.
Etwa 600 m östlich verlaufen die Bundesautobahn 9 und die Schnellfahrstrecke Nürnberg–Ingolstadt.